# ماثياس كلوتز
ماثياس كلوتز (بالإسبانية: Mathias Klotz)‏ هو مهندس معماري تشيلي، ولد في 13 أبريل 1965 في فينيا ديل مار في تشيلي.